# Moulin du Burdin
Pour les articles homonymes, voir Burdin.
Le moulin du Burdin est un ancien moulin à grains. C'est un moulin hydraulique, à roues horizontales, situé sur le territoire de la commune nouvelle des Belleville et plus précisément sur la commune déléguée de Saint-Martin-de-Belleville, dans le département de la Savoie, dans la Vallée des Belleville.

Il se situe sur la rive droite du Doron de Belleville, à 1 450 mètres d'altitude, entre les hameaux de Saint-Marcel et de Les Granges, en bordure d'un chemin de randonnée transformé en piste de ski de fond l'hiver. Le moulin du Burdin fut autrefois la propriété du village des Granges. Le meunier d'alors avait la charge de moudre les récoltes de seigle, orge et avoine que lui portaient les familles du village.
La date de sa construction est impossible à déterminer précisément. Il date probablement du début du XVIIe siècle. La seule indication fiable est un plan cadastral daté de 1907. Il a fonctionné jusqu'en 1960.

## Histoire actuelle
En 1996, la municipalité de Saint-Martin décide de racheter le moulin du Burdin et de le restaurer dans le but de réhabiliter et de valoriser le patrimoine local et les traditions agropastorales, surtout dans une vallée où le développement touristique a été brutal. 

Cette restauration a permis de restituer à ce lieu son identité originelle. L'aménagement complet du site du moulin s'est articulé autour de trois éléments : le bâtiment, le mécanisme intérieur (meules à grain) et le circuit d'eau extérieur (vannes du bief, réservoir du déversoir, fosses, évacuation).

## Visite
Des visites commentées gratuites, à l'initiative de la Maison du Tourisme de Saint-Martin-de-Belleville permettent d'en comprendre le fonctionnement. 

Une exposition intégrée au lieu propose une approche historique et technique des moulins et retrace les différentes étapes du grain au pain.

## Galerie

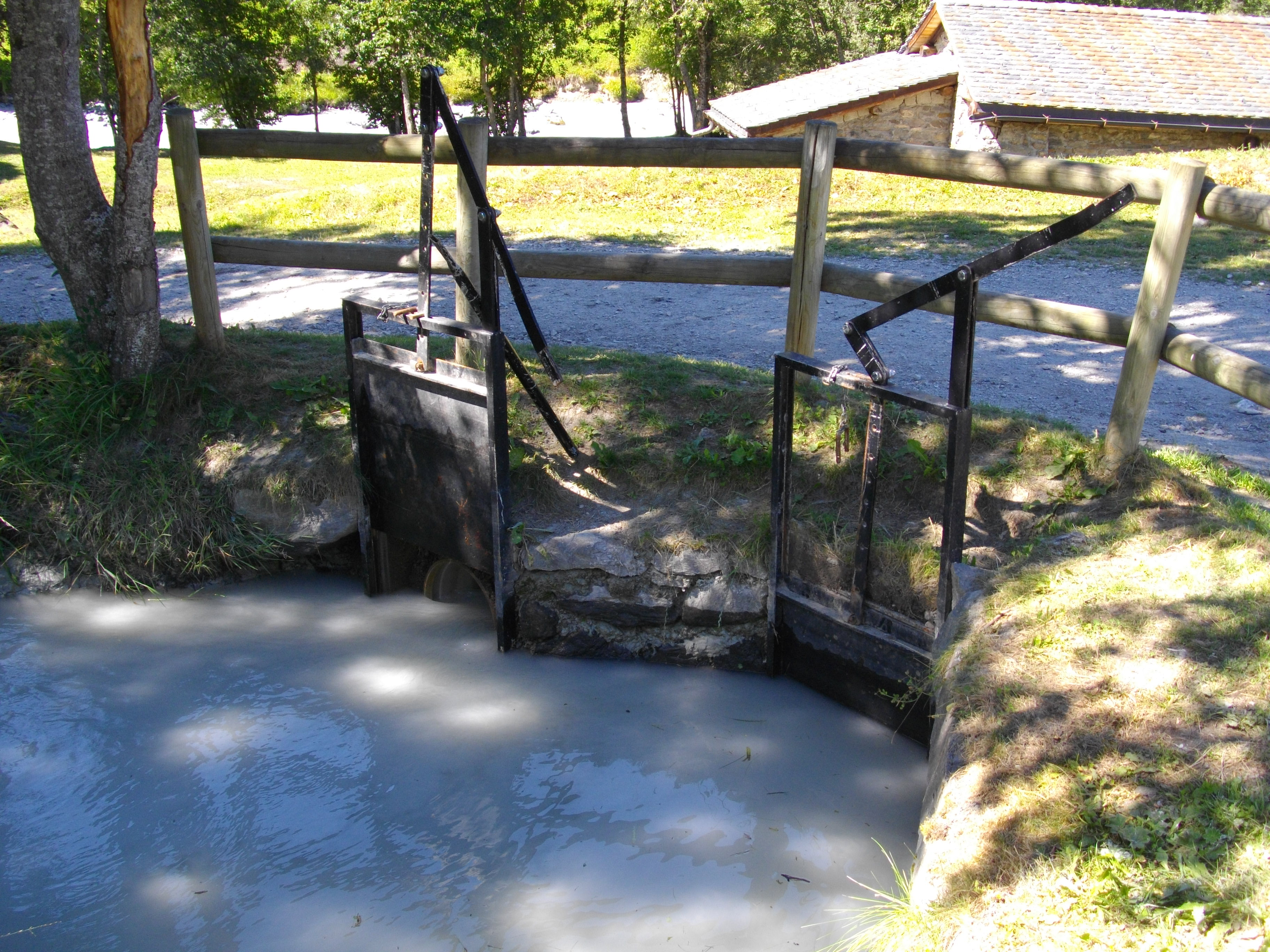
Les vannes
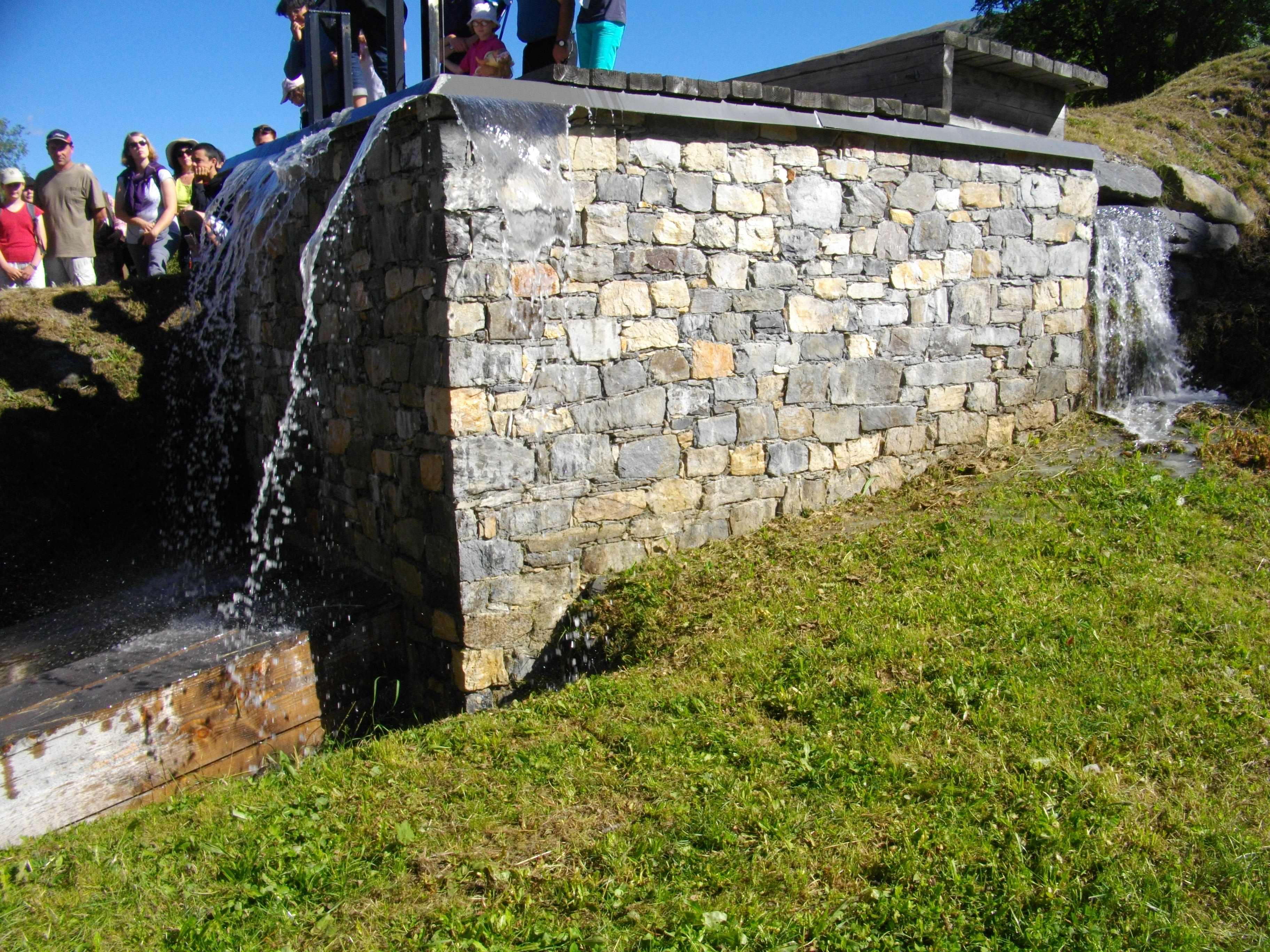
Le réservoir
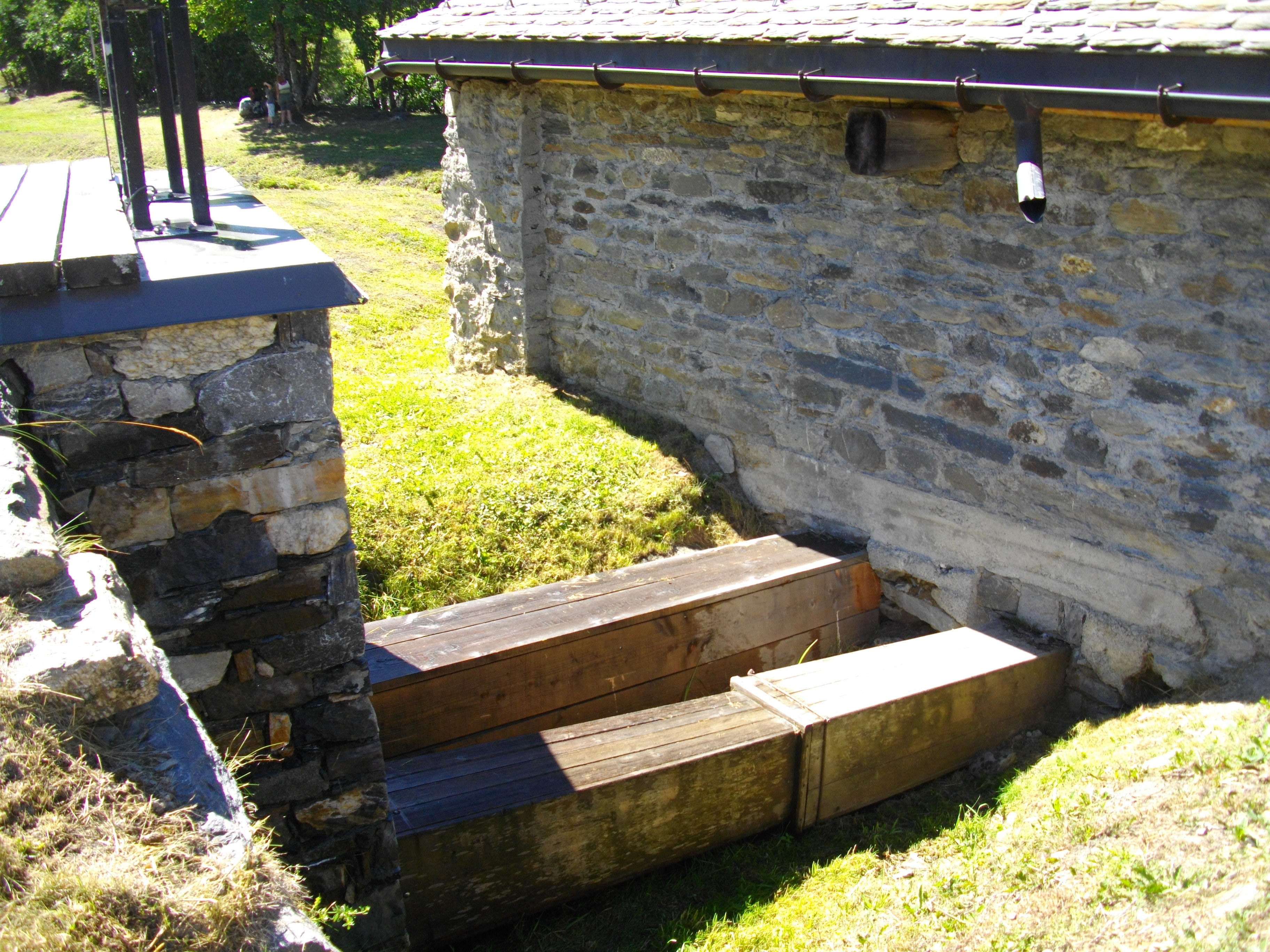
Chéneaux en bois
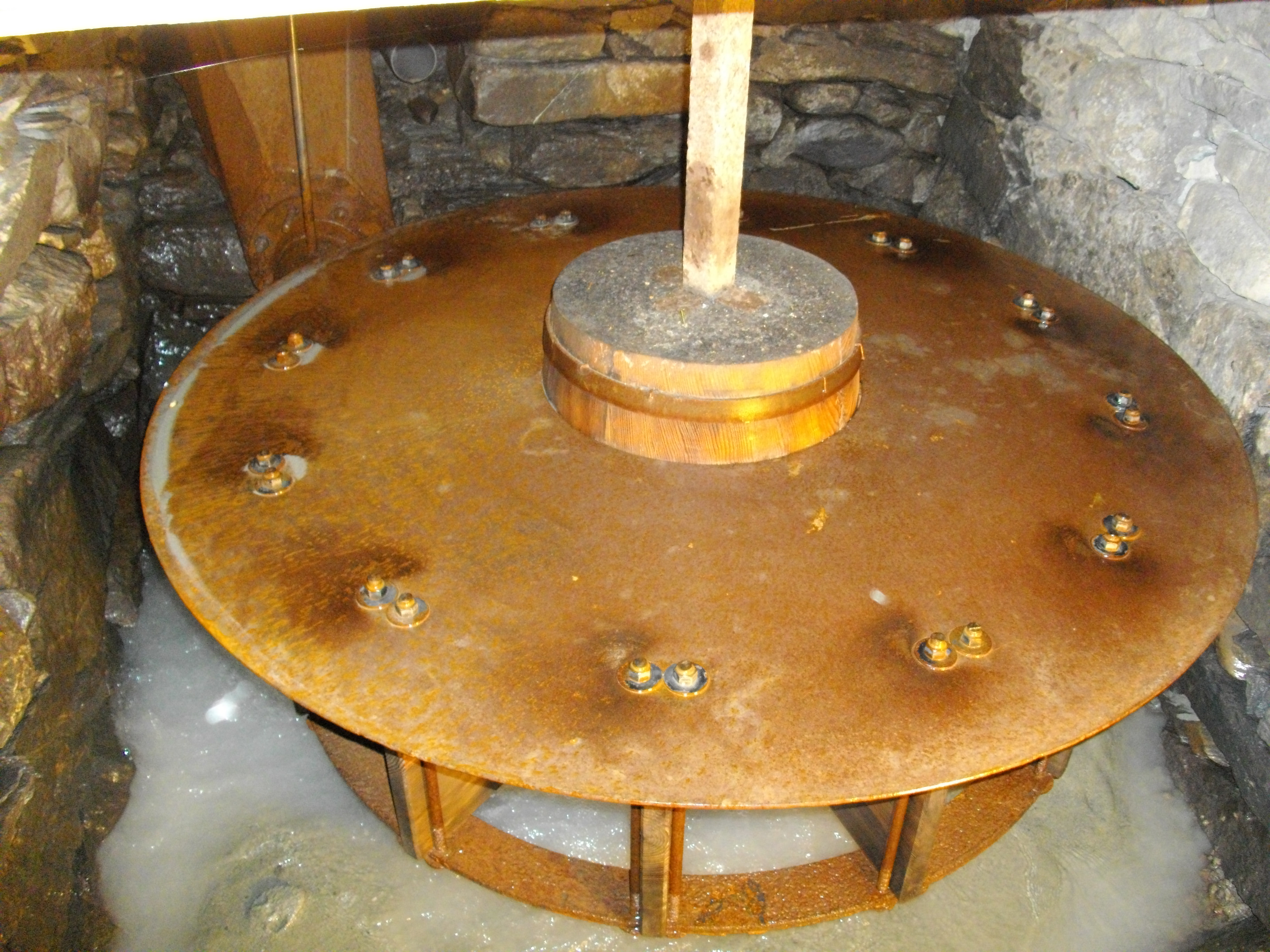
Roue hydraulique horizontale
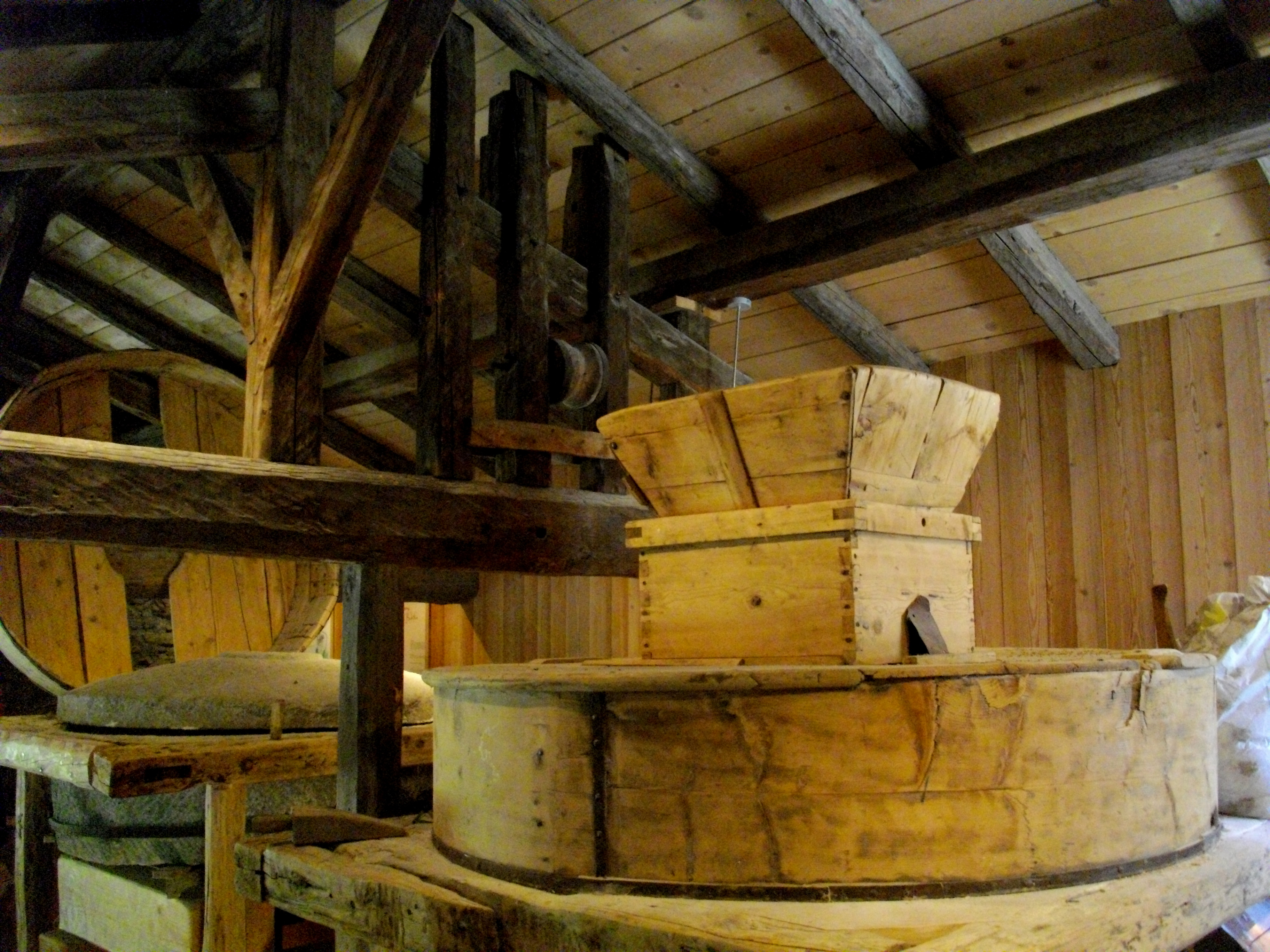
Les deux meules
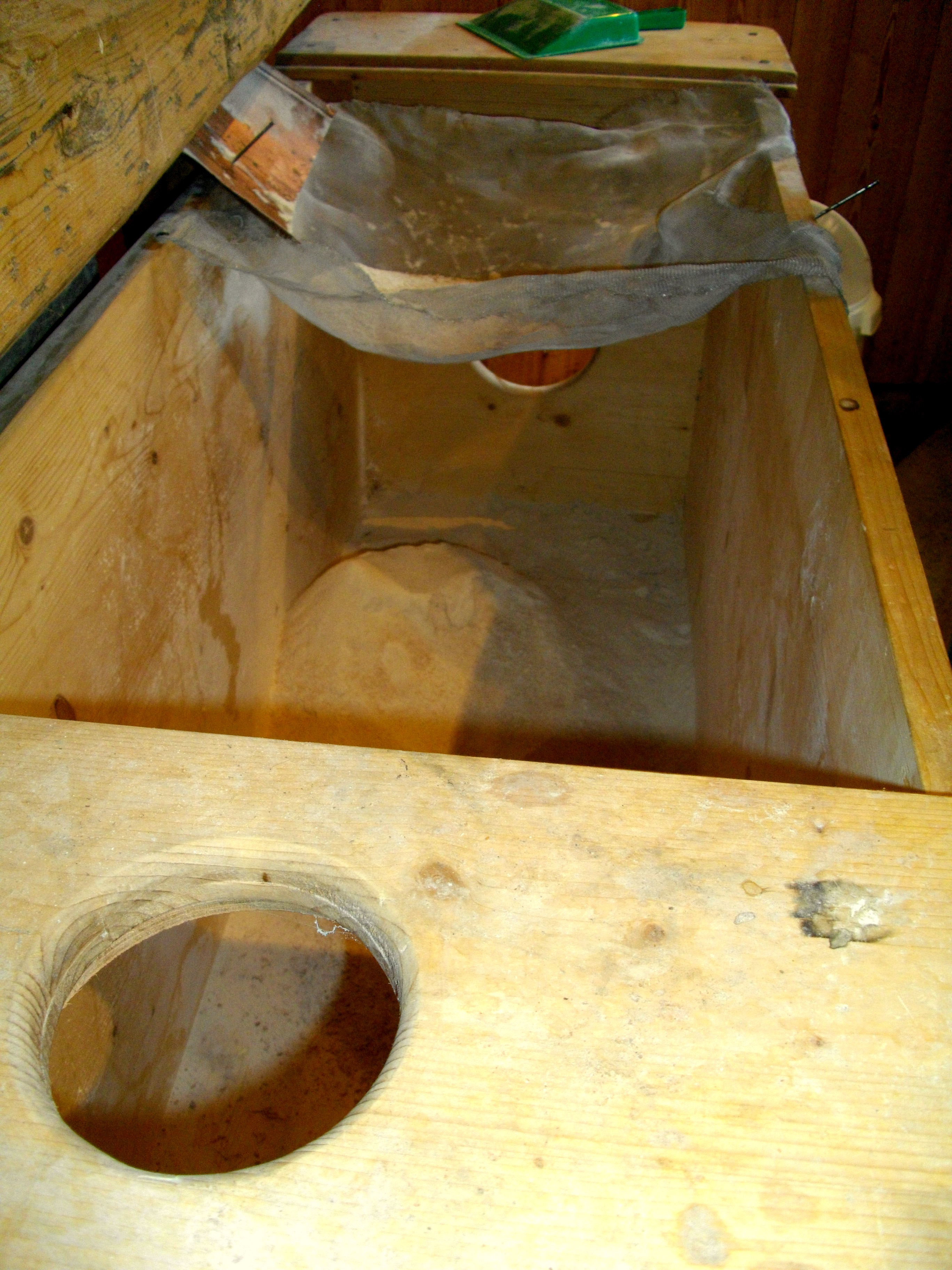
le tamis à farine
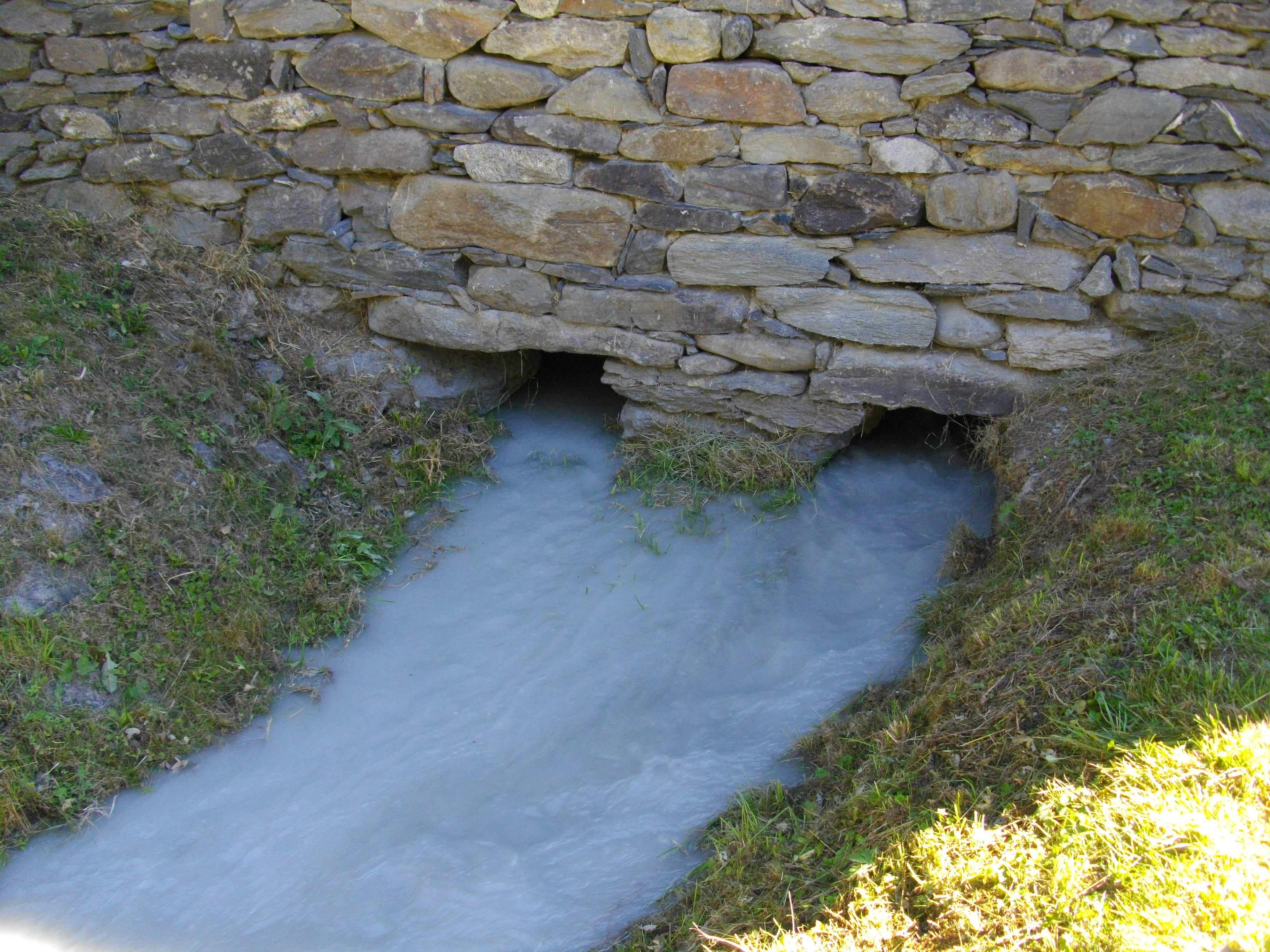
Évacuation de l'eau